# Syndrome oculo-facio-cardio-dentaire

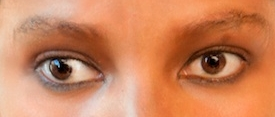
Exotropie (strabisme extérieur)

Le syndrome oculo-facio-cardio-dentaire  est une maladie génétique très rare associant des anomalies oculaires et des anomalies cardiaques. Cette maladie touche exclusivement les femmes, la mutation étant probablement létale chez le fœtus mâle.

## Étiologie
Mutation du gène BCL6 situé au niveau du locus p11.4 du chromosome X.

## Incidence
Inconnue mais très rare

## Description
Le syndrome comprend
- Des anomalies oculaires
  - Cataracte congénitale
  - Microphtalmie
  - Glaucome
- Des caractéristiques faciales
- Une Cardiopathie congénitale
  - Communication inter-ventriculaire
  - Communication inter-auriculaire
  - Prolapsus de la valve mitrale
- Anomalies dentaires
  - Retard de dentition
  - Oligodentie
  - Persistance de la denture primaire

## Mode de transmission
Transmission dominante liée à l’X

## Sources
- Site en anglais Incontournable pour les maladies génétiques